# Abadal

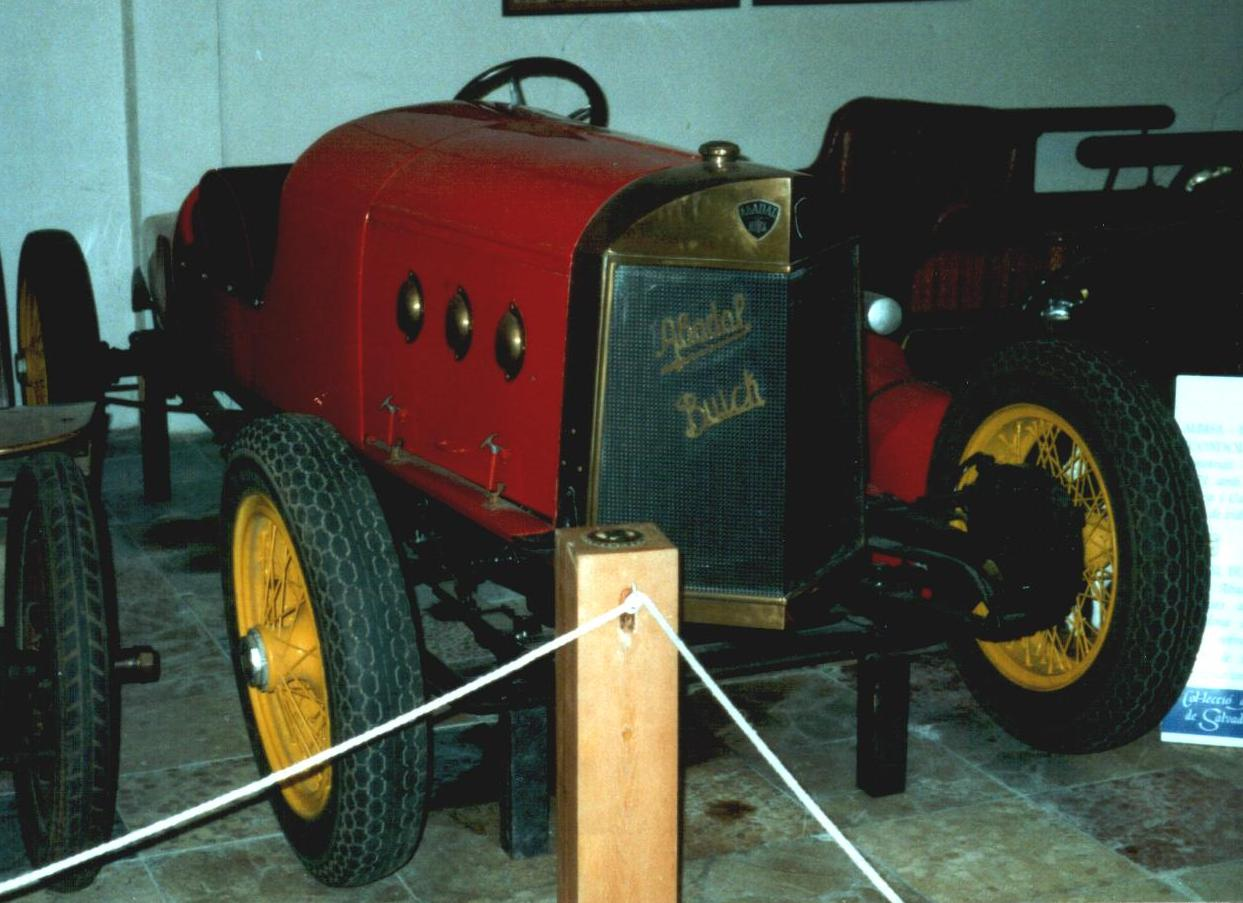
Een Abadal uit 1923.

Abadal was een Spaans automerk dat bestond van 1912 tot 1930. Oprichter Francisco Abadal was een coureur voor Hispano Suiza, die in 1912 voor zichzelf begon. De eerste auto van Abadal was de 18/24 PK met viercilindermotor.
Abadal maakte tegelijktertijd ook een zescilinder van 45 PK. Deze weerstond een rit van 20.000 km zonder dat een onderdeel vervangen hoefde te worden.
Na de Eerste Wereldoorlog legde hij zich meer toe op tuning van andere merken, zoals de Abadal-Buick. Toch werden in deze periode nog zo'n 175 auto's gemaakt. De auto's werden ook onder licentie gebouwd bij de Belgische fabrikant Imperia, onder de naam Imperia-Abadal.
De fabriek hield op te bestaan in 1930. De productie in België, die in de Eerste Wereldoorlog begon bij Imperia, was toen al lang beëindigd.